# Pūeu
Pūeu ist eine Teilgemeinde von Taiarapu-Est auf der Insel Tahiti in Französisch-Polynesien. Im Jahr 2017 hatte der Ort 2084 Einwohner.

## Geografie
Sie liegt in einer Lagune etwa 66 km südöstlich von der Hauptstadt Papeete entfernt und ist zum Rest der Insel über die Straße Route de Tautra verbunden.

## Geschichte
Dem Hafen wurde von den spanischen Eroberern der Name Puerto de la Virgen gegeben.
Bei der Wahl über eine neue Verfassungsreform oder die Unabhängigkeit von der französischen Union, votierten im Jahr 1958 61,6 % der Einwohner für die Unabhängigkeit.

## Kultur und Einrichtungen
An Weihnachten wird ein spezielles spirituelles Festival abgehalten. Zudem gibt es hier mehrere Tempel und eine Église Saint-Thomas Kirche. Im Westen befindet sich zudem noch der örtliche Sportplatz.